# Anne-Marie Colchen
Anne-Marie Colchen (Le Havre, 1925. december 8. – Sanary-sur-Mer, 2017. január 26.) Európa-bajnok francia magasugró, világbajnoki bronzérmes kosárlabdázó.

## Pályafutása
1946-ban magasugrásban Európa-bajnoki aranyérmet nyert Oslóban és a 4 × 100 m-es váltó tagjaként ezüstérmet szerzett. Részt vett az 1948-as londoni olimpián, ahol a 14. helyen végzett magasugrásban, majd az 1950-es brüsszeli Európa-bajnokságon hatodik lett. Négyszer nyerte meg a francia magasugró bajnokságot. Tíz éven keresztül ő tartotta a francia magasugró csúcsot.
1950-től kosárlabdázóként szerepelt. Legjobb eredményét az 1953-as chilei világbajnokságon érte el, ahol bronzérmet szerzett a csapattal. Négy Európa-bajnokságon vett részt a francia válogatottal (1950, 1952, 1954, 1956). Háromszoros francia bajnok volt kosárlabdázóként.

## Sikerei, díjai
Atlétika
- Európa-bajnokság
  - aranyérmes: 1946, Oslo – magasugrás
  - ezüstérmes: 1946, Oslo – 4x100 váltó
- Francia bajnokság - magasugrás
  - bajnok: 1946, 1948, 1949, 1950

Kosárlabda
- Világbajnokság
  - bronzérmes: 1953, Chile
- Francia bajnokság
  - bajnok: 1950, 1951, 1952[4]